# フォトニック液晶
フォトニック液晶（フォトニックえきしょう）とは誘電率が周期的に変化する分子構造により、屈折率が周期的に変化するフォトニックバンド構造を有する液晶であり、その中の光（波長が数百-数千nmの電磁波）の伝わりかたはナノ構造によって制御できる。

## 概要
光の波長程度の周期構造においては、対応した波長帯の光の伝搬が禁止されるいわゆるフォトニックバンドギャップが発現するが、その周期構造を液晶の螺旋周期構造で実現することで周期構造内におかれた液晶分子がフォトニックバンド内で非線形光学的な振舞いをする。フォトニック結晶はナノ構造内部の光の回折・散乱・干渉を利用するので、可視光帯で用いるフォトニック結晶を人工的に製造しようとすれば周期的な構造をナノリソグラフィ等の方法によって200nm 程度の波長の半分程度の構造周期を製造する必要がある。一方、らせん状に分子が配列するコレステリック液晶ではこのらせんが光学波長程度の周期を持つとき、液晶自体の持つ誘電的な異方性により、誘電体多層膜構造と同様に1次元フォトニック効果を示すので共振器として使用できるので、合成条件を設定すれば分子構造によって周期的な微細構造を作成可能な液晶を利用する事が検討されてきた。
基本研究とともに応用開発がさかんに進められており、商業的な応用も進められる。

## 応用例

### レーザー
コレステリック液晶にレーザー色素を添加し励起させると、発光の閉じこめが起こりスペクトルの狭線化が起こる。連続発振レーザー光源の構築を目的とする自己組織化による有機・高分子フォトニックナノ構造は、これまでいくつか報告されているが、コロイド粒子が三次元的に規則配列した「コロイド結晶構造」とキラル液晶分子が創り出す「超分子らせん構造」という二つのフォトニックナノ構造やキラル化合物を適量混合したキラルネマティック液晶に一般的なレーザー色素であるCoumarin、DCM、Pyrrometheneなどを用いてピッチをレーザー色素の発光帯に調整したものを使用して発振する事例が報告されている。自己組織化フォトニックナノ構造は、目的に応じて適宜、使い分けられる。フォトニックナノ構造の働きは微小共振器であり、有機フォトニックナノ構造の中に分散する発光性ナノクリスタルやレーザー色素の働きは、発光媒体および散乱媒体に相当する。
耐久性において固体色素レーザーと比較しても遜色のない値が得られる
非線形光学素子として多様な分野への応用が期待される。

## 文献
- 山本潤, 西山伊佐, 横山浩、「3C14 フォトニック液晶-液晶秩序の欠陥が作る秩序 (生体関連・リオトロピック液晶)」 『日本液晶学会討論会講演予稿集』 2003年 日本液晶学会討論会 セッションID:3C14, 日本液晶学会, doi:10.11538/ekitou.2003.0_283
- 山本潤, et al. "1C06 フォトニック液晶: メゾとミクロの階層構造 (2004 年日本液晶学会討論会)." 日本液晶学会討論会講演予稿集 2004 (2004): 270-271.
- 小林親司, 高西陽一, 山本潤、「界面活性剤分子を用いた液晶におけるフォトニック効果の検討」 『日本液晶学会討論会講演予稿集』 2009年 日本液晶学会討論会 セッションID:PB30、日本液晶学会, doi:10.11538/ekitou.2009.0.193.0
- *熊谷孝幸, 伊東良太, 竹家啓 ほか、「ネマティック液晶欠陥層を含む一次元 THz フォトニック結晶における欠陥モード制御」 『日本液晶学会討論会講演予稿集』 2009年 日本液晶学会討論会 セッションID:PB26、日本液晶学会, doi:10.11538/ekitou.2009.0.189.0